# Paraphoxus nasutus
Paraphoxus nasutus är en kräftdjursart. Paraphoxus nasutus ingår i släktet Paraphoxus och familjen Phoxocephalidae. Inga underarter finns listade i Catalogue of Life.